# Exorcismul dintr-o seară

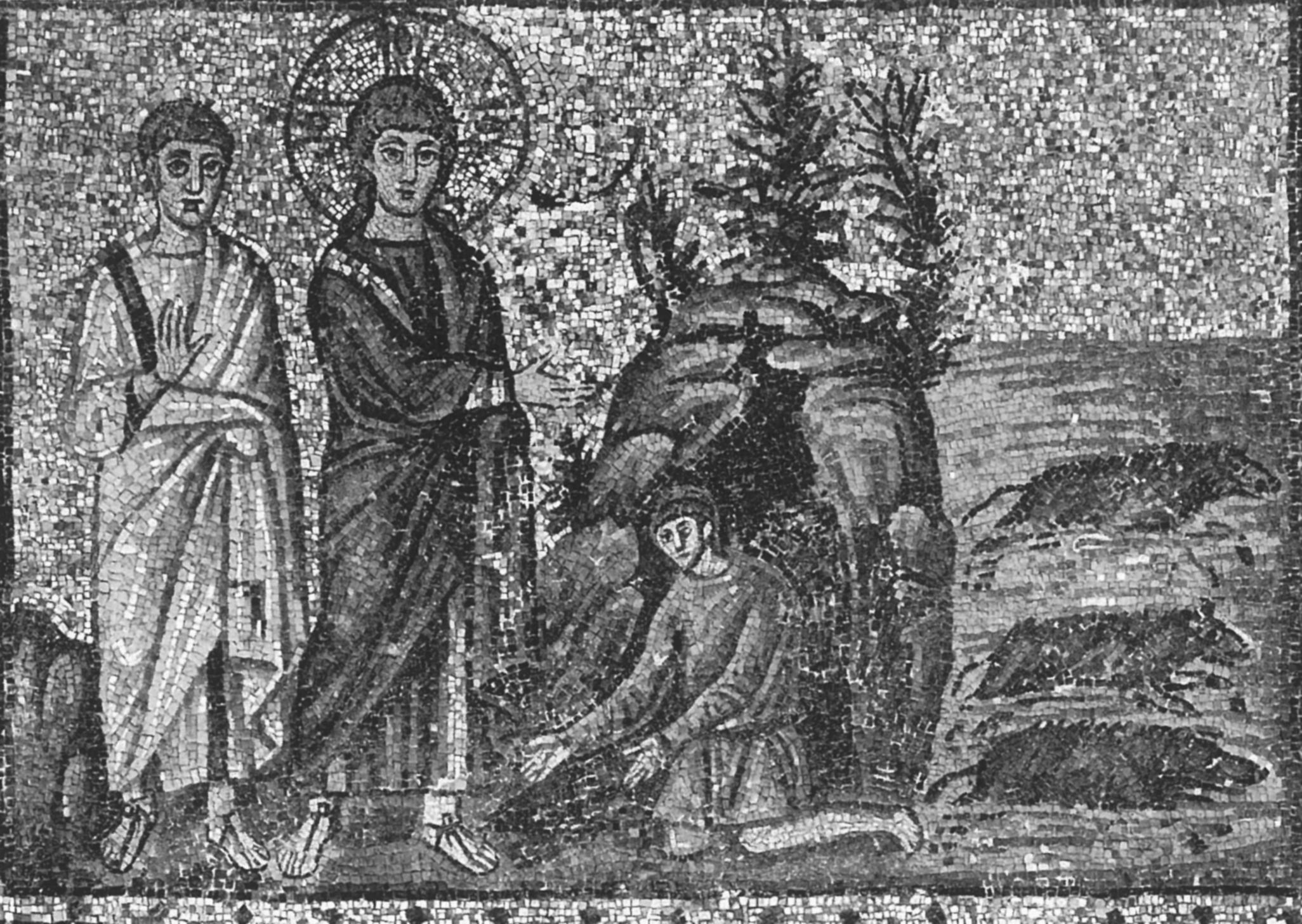
Mozaic din sec. al V-lea cu tema Cristos scoțând demonii, Basilica Sant'Apollinare Nuovo, Ravenna, Italia.

Exorcismul dintr-o seară (Vindecarea demonizatului din ținiutul Gadarenilor) este una din minunile lui Iisus, consemnată în Evanghelia după Matei (8:16-17), în cea după Marcu (1:32-34) și în cea după Luca (4:40-41), imediat după Vindecarea soacrei lui Petru.
Potrivit evangheliilor, după ce Iisus a vindecat-o pe soacra lui Petru și a apus soarele, au fost aduși la el muți demonizați și el a alungat duhurile cu cuvântul și i-a vindecat pe toți cei bolnavi. După cum se consemnează în Evanghelia după Matei, aceasta a avut loc pentru a se împlini cuvintele profetului Isaia:
"Acesta a luat neputințele noastre
și bolile noastre le-a purtat."
În Evanghelia după Luca se spune că demonii care ieșeau din oameni strigau: "Tu ești Fiul lui Dumnezeu!" Dar Iisus îi certa și nu-i lăsa să vorbească acestea, pentru că ei știau că el este Hristosul.